# Haager Friedenskonferenzen

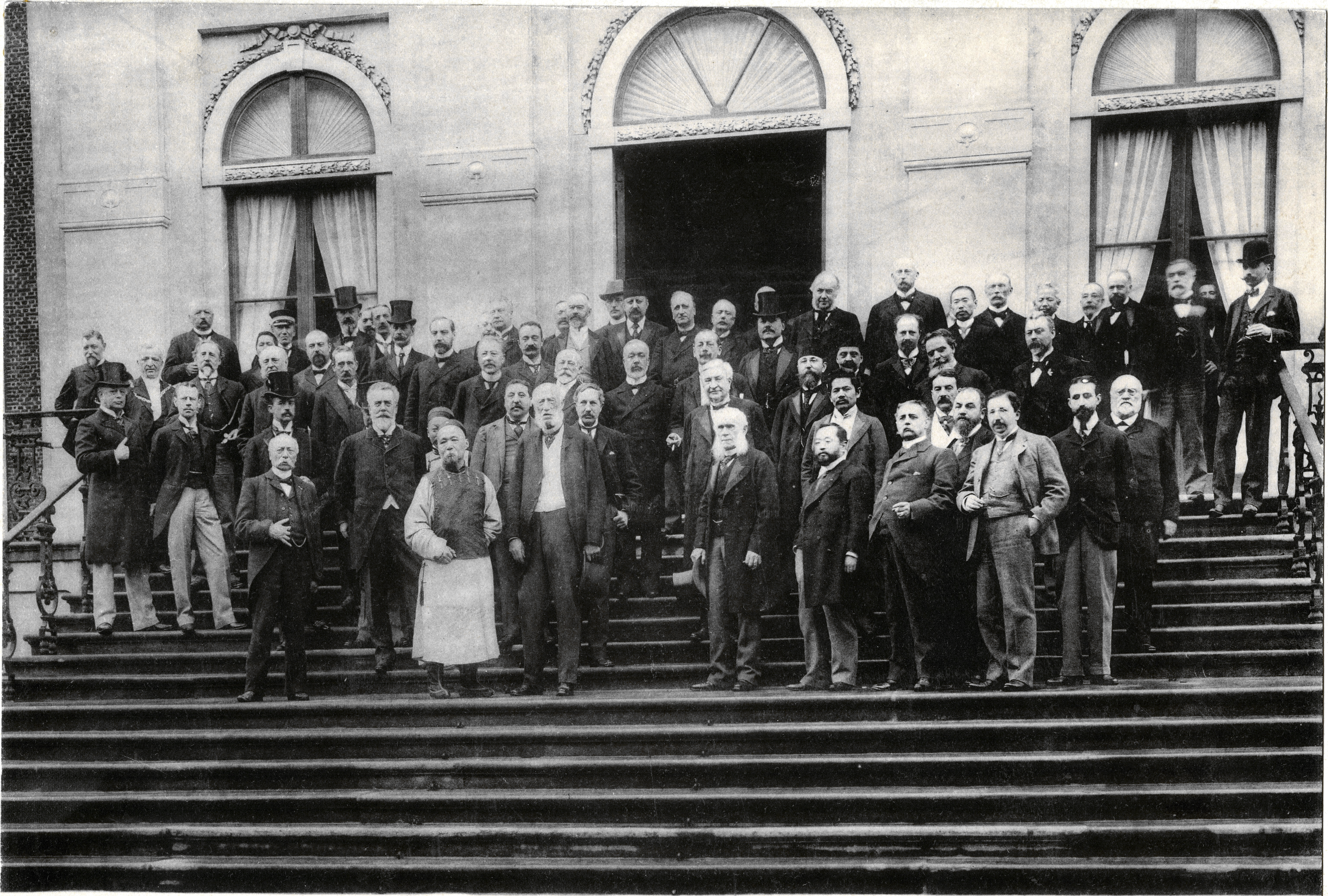
Delegierte der Ersten Haager Friedenskonferenz 1899

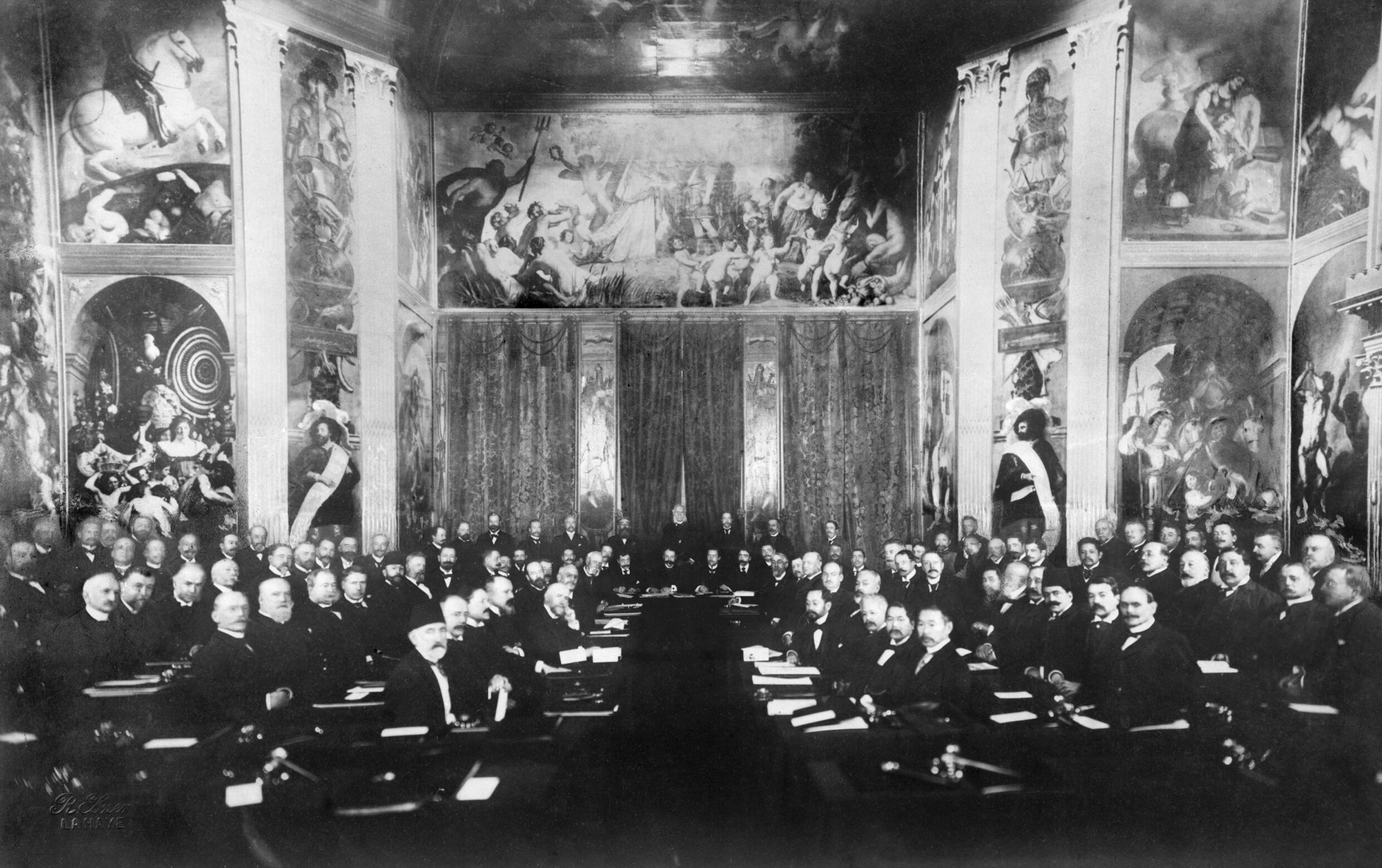
Erste Haager Friedenskonferenz

Delegierte der Zweiten Haager Friedenskonferenz 1907

Die Haager Friedenskonferenzen wurden aufgrund der Anregung des russischen Zaren Nikolaus II. und auf Einladung der niederländischen Königin Wilhelmina 1899 und 1907 in Den Haag einberufen und sollten der Abrüstung und der Entwicklung von Grundsätzen für die friedliche Regelung internationaler Konflikte dienen. Der Anlass dieser Entwicklung hin zu den Konferenzen war das Ergebnis einer pazifistischen Bewegung im 19. Jahrhundert, die mit der Aufklärung begonnen hatte. Die Konferenzen waren der erste Versuch der Staatengemeinschaft, den Krieg als Institution abzuschaffen. Man wollte den Waffengang verbieten und stattdessen den Rechtsweg verbindlich vorschreiben.

## Geschichtliche Entwicklung
Zar Nikolaus hatte die Konferenzen 1898 mit der Begründung angeregt, es drohe ansonsten „eine Katastrophe“. Daraufhin kamen in Den Haag vom 18. Mai bis zum 29. Juli 1899 die Vertreter aller europäischen Staaten, der USA, Japan und China, insgesamt 26 Staaten, zusammen: Diplomaten, Völkerrechtler und militärische Berater. An der zweiten Konferenz vom 15. Juni bis zum 18. Oktober 1907 waren Vertreter aus insgesamt 44 Staaten beteiligt, um eine internationale Rechtsordnung auszuarbeiten und Normen für friedliche Lösungen bei internationalen Streitfällen zu erreichen. Sie konnten sich auf keine Abrüstungsschritte einigen und scheiterten bei der Einführung einer obligatorischen Schiedsgerichtsbarkeit wegen des Erfordernisses der Einstimmigkeit an der Ablehnung des Deutschen Reiches, Österreich-Ungarns, der Türkei und einiger kleinerer Staaten. Dennoch kam es zur Errichtung des Schiedsgerichtshofs in Den Haag.
Auf einer ursprünglich für 1914, dann für 1915 geplanten dritten Friedenskonferenz wollte man über die obligatorische Gerichtsbarkeit nach dem Mehrheitsprinzip entscheiden und Fragen einer internationalen Exekutive erörtern, die dann im Völkerbund als kollektive Sicherheit erstmals institutionalisiert wurde. In den zwei Konferenzen entwickelten die Teilnehmer ein umfassendes Programm zur Friedenssicherung und Verhaltensregeln im Konfliktfall und arbeiteten Normen für die Land- und Seekriegführung aus.
Der ständige Schiedsgerichtshof verfügt über ein internationales Büro in Den Haag. Der Internationale Gerichtshof als höchstes Rechtsprechungsorgan baut auf dem Schiedsgerichtshof auf. Die Bundesrepublik Deutschland verpflichtete sich per Gesetz in Bezugnahme auf Art. 24 Abs. 3 Grundgesetz, sich bei zwischenstaatlichen Streitigkeiten der Rechtsprechung des Haager Gerichtshofes zu unterwerfen.